# Перес, Алехандро (боец)
Алеха́ндро Пе́рес Доми́нгес (исп. Alejandro Pérez Domínguez; род. 2 сентября 1989, Агуаскальентес) — мексиканский боец смешанного стиля, представитель легчайшей весовой категории. Выступает на профессиональном уровне начиная с 2005 года, известен прежде всего по участию в турнирах бойцовской организации UFC, победитель бойцовского реалити-шоу The Ultimate Fighter.

## Биография
Алехандро Перес родился 2 сентября 1989 года в городе Агуаскальентес, Мексика. Начал заниматься единоборствами в возрасте тринадцати лет, ради самообороны и для поддержания своей физической формы.

### Начало профессиональной карьеры
Дебютировал в смешанных единоборствах уже в возрасте 16 лет в июне 2005 года, с помощью удушающего приёма сзади заставил своего соперника сдаться в первом же раунде. С переменным успехом дрался в небольших мексиканских промоушенах, в 2013 году отметился победой на турнире достаточно крупного бразильского промоушена Jungle Fight.

### The Ultimate Fighter
Имея в послужном списке 14 побед и 5 поражений, в 2014 году Перес стал участником первого латиноамериканского сезона популярного бойцовского реалити-шоу The Ultimate Fighter.
Присоединившись в команде Кейна Веласкеса, на стадии четвертьфиналов он благополучно прошёл олимпийского борца-вольника Фреди Серрано, выиграв у него единогласным решением судей. Затем в полуфинале в первом же раунде нокаутировал Гвидо Каннетти. В решающем финальном поединке встретился с товарищем по команде Хосе Альберто Киньонесом, которому ранее уже проигрывал по очкам. Тем не менее, на этот раз Перес выиграл у него единогласным решением и стал победителем шоу в легчайшей весовой категории.

### Ultimate Fighting Championship
Благодаря успешному выступлению на шоу TUF, Алехандро Перес получил возможность подписать контракт с крупнейшей бойцовской организацией мира Ultimate Fighting Championship.
В 2015 году проиграл технической сдачей Патрику Уильямсу и выиграл техническим нокаутом у Скотта Йоргенсена.
В 2016 году добился досрочной победы над Ианом Энтвислом, заработав бонус за лучшее выступление вечера, тогда как в поединке с Альбертом Моралесом была зафиксирована ничья решением большинства судей.
В дальнейшем взял верх над такими бойцами как Андре Сухамтат, Иури Алкантара, Мэттью Лопес и Эдди Уайнленд, поднявшись в рейтинге легчайшего веса UFC до двенадцатой позиции.

## Статистика в профессиональном ММА
| Боёв 31  | Побед 22 | Поражений 8 |
| -------- | -------- | ----------- |
| Нокаутом | 9        | 2           |
| Сдачей   | 6        | 3           |
| Решением | 7        | 3           |
| Ничьи    | 1        | 1           |

| Результат | Рекорд | Соперник               | Способ                        | Турнир                                      | Дата             | Раунд | Время | Место                    | Примечание                                                    |
| --------- | ------ | ---------------------- | ----------------------------- | ------------------------------------------- | ---------------- | ----- | ----- | ------------------------ | ------------------------------------------------------------- |
| Победа    | 22–8–1 | Джони Эдуардо          | Сдача (scarf hold armlock)    | UFC Fight Night: Santos vs. Walker          | 2 октября 2021   | 2     | 4:13  | Лас-Вегас, США           | Выступление вечера.                                           |
| Поражение | 21-8-1 | Сун Ядун               | KO (удар рукой)               | UFC 239                                     | 6 июля 2019      | 1     | 2:04  | Лас-Вегас, США           |                                                               |
| Поражение | 21-7-1 | Коди Стаманн           | Единогласное решение          | UFC 235                                     | 2 марта 2019     | 3     | 5:00  | Лас-Вегас, США           |                                                               |
| Победа    | 21-6-1 | Эдди Уайнленд          | Единогласное решение          | UFC Fight Night: dos Santos vs. Ivanov      | 14 июля 2018     | 3     | 5:00  | Бойсе, США               |                                                               |
| Победа    | 20-6-1 | Мэттью Лопес           | TKO (удары)                   | UFC on Fox: Poirier vs. Gaethje             | 14 апреля 2018   | 2     | 3:42  | Глендейл, США            |                                                               |
| Победа    | 19-6-1 | Иури Алкантара         | Единогласное решение          | UFC Fight Night: Swanson vs. Ortega         | 9 декабря 2017   | 3     | 5:00  | Фресно, США              |                                                               |
| Победа    | 18-6-1 | Андре Сухамтат         | Раздельное решение            | UFC Fight Night: Pettis vs. Moreno          | 5 августа 2017   | 3     | 5:00  | Мехико, Мексика          |                                                               |
| Ничья     | 17-6-1 | Альберт Моралес        | Решение большинства           | UFC Fight Night: Poirier vs. Johnson        | 17 сентября 2016 | 3     | 5:00  | Идальго, США             | С Переса сняли очко за удар после гонга.                      |
| Победа    | 17-6   | Иан Энтвисл            | TKO (удары руками)            | UFC Fight Night: Rothwell vs. dos Santos    | 10 апреля 2016   | 1     | 4:04  | Загреб, Хорватия         | Выступление вечера.                                           |
| Победа    | 16-6   | Скотт Йоргенсен        | TKO (травма лодыжки)          | The Ultimate Fighter Latin America 2 Finale | 21 ноября 2015   | 2     | 4:26  | Монтеррей, Мексика       |                                                               |
| Поражение | 15-6   | Патрик Уильямс         | Техническая сдача (гильотина) | UFC 188                                     | 13 июня 2015     | 1     | 0:23  | Мехико, Мексика          |                                                               |
| Победа    | 15-5   | Хосе Альберто Киньонес | Единогласное решение          | UFC 180                                     | 15 ноября 2014   | 3     | 5:00  | Мехико, Мексика          | Выиграл The Ultimate Fighter: Latin America в легчайшем весе. |
| Победа    | 14-5   | Вандерсон Маринью      | Сдача (удушение сзади)        | Jungle Fight 59                             | 12 октября 2013  | 2     | 1:15  | Рио-де-Жанейро, Бразилия |                                                               |
| Поражение | 13-5   | Хосе Альберто Киньонес | Единогласное решение          | Fight Club Mexico 3                         | 2 августа 2013   | 3     | 5:00  | Агуаскальентес, Мексика  |                                                               |
| Победа    | 13-4   | Карло Медина           | TKO (удары руками)            | Kamikaze Fight League 2                     | 29 мая 2013      | 1     | 1:49  | Пуэрто-Вальярта, Мексика |                                                               |
| Победа    | 12-4   | Масио Фуллен           | Единогласное решение          | Xtreme Combat 14                            | 23 июня 2012     | 3     | 5:00  | Мехико, Мексика          |                                                               |
| Победа    | 11-4   | Фабиан Галван          | Единогласное решение          | The Supreme Cage 1                          | 10 марта 2012    | 3     | 5:00  | Монтеррей, Мексика       |                                                               |
| Поражение | 10-4   | Масио Фуллен           | TKO (удары руками)            | Total Fight Championship                    | 28 мая 2011      | 1     | 4:00  | Гвадалахара, Мексика     |                                                               |
| Победа    | 10-3   | Ильберто Агилар        | Единогласное решение          | Supreme Combat Challenge 4                  | 12 ноября 2010   | 3     | 5:00  | Гвадалахара, Мексика     |                                                               |
| Победа    | 9-3    | Рудольфо Рубио Перес   | TKO (удары руками)            | Total Combat 33                             | 11 июля 2009     | 2     | 0:51  | Мехико, Мексика          |                                                               |
| Победа    | 8-3    | Хорхе Пинеда           | TKO (удары руками)            | Black FC 5                                  | 19 марта 2009    | 2     | 0:45  | Сапопан, Мексика         |                                                               |
| Победа    | 7-3    | Виктор Аурегуй         | TKO (удары руками)            | MMA Xtreme 22                               | 16 августа 2008  | 1     | N/A   | Мехико, Мексика          |                                                               |
| Победа    | 6-3    | Гастон Перес           | Сдача (удушение сзади)        | Black FC 3                                  | 29 мая 2013      | 1     | 1:06  | Сапопан, Мексика         |                                                               |
| Поражение | 5-3    | Кевин Дансмур          | Сдача (рычаг локтя)           | MMA Xtreme 21                               | 19 апреля 2008   | 2     | 1:27  | Мехико, Мексика          |                                                               |
| Победа    | 5-2    | Карлос де Луна         | Сдача (треугольник)           | MMA Xtreme 19                               | 2 февраля 2008   | 1     | 1:49  | Канкун, Мексика          |                                                               |
| Поражение | 4-2    | Иван Лопес             | Единогласное решение          | MMA Xtreme 18                               | 26 января 2008   | 3     | 5:00  | Тихуана, Мексика         |                                                               |
| Победа    | 4-1    | Хорхе Пинеда           | TKO (удары руками)            | Black FC 2                                  | 1 ноября 2007    | 1     | 1:44  | Сапопан, Мексика         |                                                               |
| Поражение | 3-1    | Крис Дэвид             | Сдача (рычаг локтя)           | MMA Xtreme 11                               | 21 апреля 2007   | 2     | 0:36  | Мехико, Мексика          |                                                               |
| Победа    | 3-0    | Роберто Эспараса       | KO (удары руками)             | MMA Xtreme 2                                | 23 апреля 2006   | 1     | N/A   | Мехико, Мексика          |                                                               |
| Победа    | 2-0    | Марселло Порто         | Сдача (гильотина)             | Espartan Fighting 7                         | 30 сентября 2005 | 1     | N/A   | Монтеррей, Мексика       |                                                               |
| Победа    | 1-0    | Марио Ривера           | Сдача (удушение сзади)        | Gladiator Challenge 39                      | 17 июня 2005     | 1     | 2:11  | Портервилл, США          |                                                               |